# The Big Bang Theory
The Big Bang Theory è una sitcom statunitense trasmessa da CBS dal 2007 al 2019.
Ideata da Chuck Lorre e Bill Prady, e interpretata principalmente da Johnny Galecki, Jim Parsons e Kaley Cuoco, la serie racconta in maniera ironica le vicende quotidiane di un gruppo di giovani scienziati e di come la loro condizione di nerd e geek ne influenzi i rapporti con il mondo circostante.
The Big Bang Theory è assurta tra le serie più acclamate della sua epoca, ottenendo il favore sia del pubblico che l'ha seguita per 12 stagioni e 279 episodi, facendone la sitcom multicamera più longeva nella storia della televisione statunitense, sia della critica che l'ha premiata, tra gli altri, con 10 Emmy Award. È inoltre ricordata come uno degli ultimi prodotti di stampo generalista ad avere avuto successo, creando attorno a sé una solida fanbase, prima della rivoluzione portata dalla fruizione on demand.
In Italia, dov'era intitolata Big Bang Theory per le prime sei stagioni, la serie è stata trasmessa in prima visione pay dalla piattaforma Mediaset Premium dal 2008, e resa disponibile on demand da Infinity TV dal 2015, mentre in chiaro è stata trasmessa dai canali Mediaset dal 2010.
Ha generato due spin-off: Young Sheldon, una serie prequel trasmessa dal 2017 al 2024, e Georgie & Mandy's First Marriage, un'altra serie prequel iniziata nel 2024.

## Trama
Leonard, Sheldon, Howard e Raj sono quattro giovani che lavorano al Caltech di Pasadena. La grande intelligenza ne fa tra le menti più valide del Paese, ma di contro li rende socialmente inadeguati: il loro legame d'amicizia è infatti cementato dalla rispettiva condizione di nerd e geek. Fuori dal lavoro il tempo libero dei quattro trascorre principalmente tra la lettura di fumetti, partite a videogame e giochi di ruolo, e la visione di film e serie a tema fantascienza e supereroi; l'assenza di ragazze è sempre stata una costante nelle loro vite.
Questa routine cambia radicalmente quando Penny, una ragazza di provincia giunta in California per tentare la carriera di attrice, diventa la nuova vicina di pianerottolo di Leonard e Sheldon. La ragazza, bella ed esuberante, e della quale Leonard s'innamora a prima vista, è l'esatto opposto dei quattro amici; così lo strano e complicato mondo dei ragazzi finisce ben presto per scontrarsi con quello semplice e superficiale di Penny, e le loro tranquille esistenze ne risultano inevitabilmente stravolte.
Con il passare degli anni il gruppo si allarga a quelle che diventeranno le migliori amiche di Penny, Bernadette e Amy, due brillanti scienziate nonché destinate a diventare l'interesse amoroso, rispettivamente, di Howard e Sheldon, oltre a Stuart, titolare della fumetteria frequentata dai quattro amici.

## Episodi
| Stagione            | Episodi | Prima TV USA | Prima TV Italia |
| ------------------- | ------- | ------------ | --------------- |
| Prima stagione      | 17      | 2007-2008    | 2008            |
| Seconda stagione    | 23      | 2008-2009    | 2009            |
| Terza stagione      | 23      | 2009-2010    | 2010            |
| Quarta stagione     | 24      | 2010-2011    | 2011            |
| Quinta stagione     | 24      | 2011-2012    | 2012            |
| Sesta stagione      | 24      | 2012-2013    | 2013            |
| Settima stagione    | 24      | 2013-2014    | 2014            |
| Ottava stagione     | 24      | 2014-2015    | 2015            |
| Nona stagione       | 24      | 2015-2016    | 2015-2016       |
| Decima stagione     | 24      | 2016-2017    | 2017            |
| Undicesima stagione | 24      | 2017-2018    | 2018            |
| Dodicesima stagione | 24      | 2018-2019    | 2019            |

## Personaggi e interpreti
- Leonard Hofstadter (stagioni 1-12), interpretato da Johnny Galecki, doppiato da Gabriele Lopez.
- Sheldon Cooper (stagioni 1-12), interpretato da Jim Parsons, doppiato da Leonardo Graziano[5].
- Penny (stagioni 1-12), interpretata da Kaley Cuoco, doppiata da Eleonora Reti[6].
- Howard Wolowitz (stagioni 1-12), interpretato da Simon Helberg, doppiato da Federico Di Pofi.
- Raj Koothrappali (stagioni 1-12), interpretato da Kunal Nayyar, doppiato da Alessio Buccolini.
- Leslie Winkle (stagione 2, ricorrente 1, guest 3 e 9), interpretata da Sara Gilbert, doppiata da Alessandra Barzaghi (st. 1-2) e Roberta De Roberto (st. 9).
- Bernadette Rostenkowski (stagioni 4-12, ricorrente 3), interpretata da Melissa Rauch, doppiata da Gemma Donati.
- Amy Farrah Fowler (stagioni 4-12, guest 3), interpretata da Mayim Bialik, doppiata da Emilia Costa.
- Stuart Bloom (stagioni 6, 8-12, ricorrente 2-5 e 7), interpretato da Kevin Sussman, doppiato da Emiliano Reggente.
- Emily Sweeney (stagione 9, ricorrente 7-8, guest 10), interpretata da Laura Spencer, doppiata da Elena Perino.

## Produzione

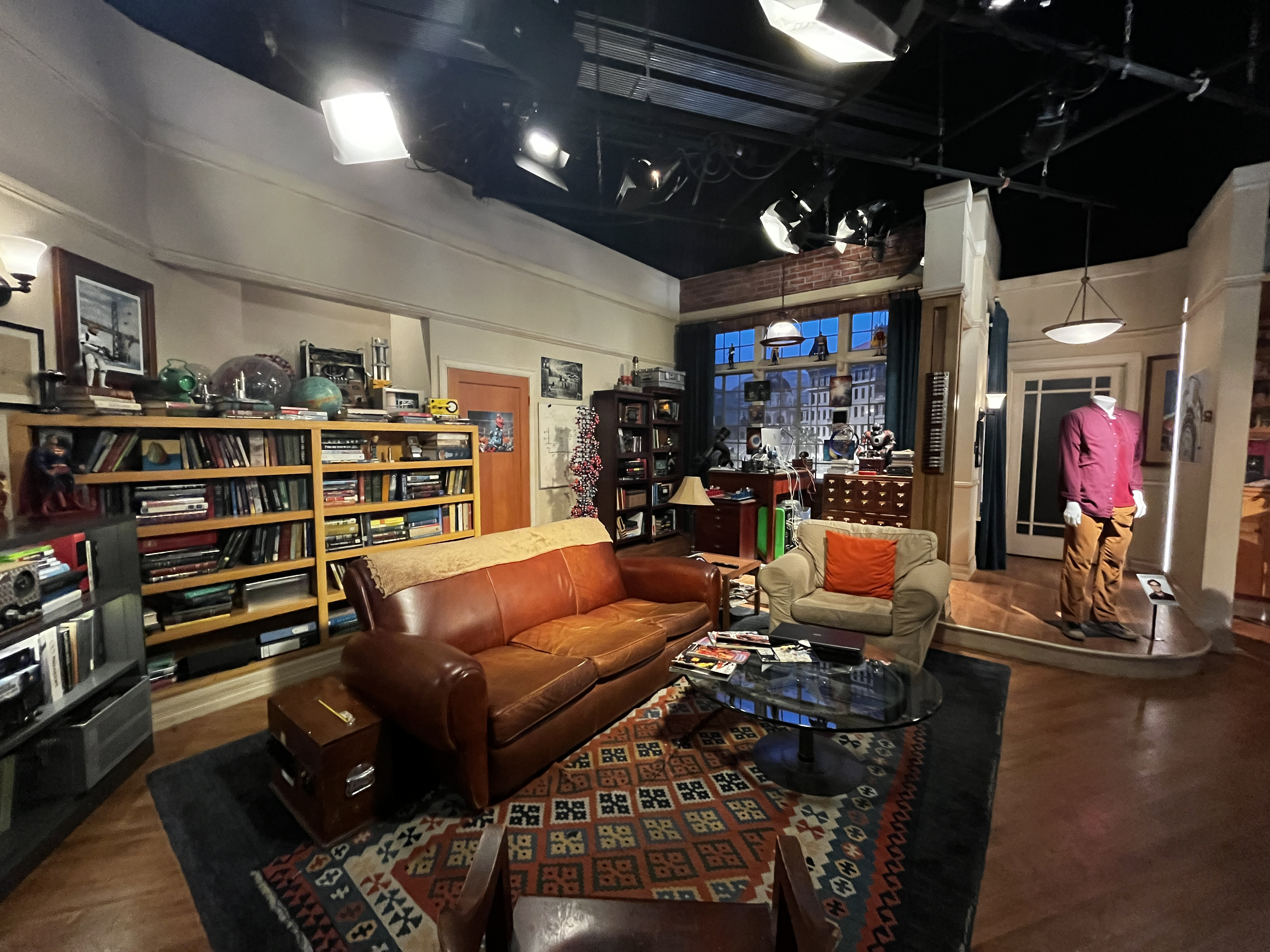
L'appartamento di Leonard e Sheldon, una delle location principali della sitcom.

L'episodio pilota originariamente sviluppato per la stagione televisiva 2006-2007 era molto differente da quello poi andato in onda nel 2007: infatti tra gli attori del cast definitivo erano presenti solo Johnny Galecki e Jim Parsons, mentre il personaggio femminile era Katie, interpretata da Amanda Walsh. Era presente anche un'amica di nome Gilda (interpretata da Iris Bahr), oltre a una differente sigla. L'esistenza di questo episodio pilota, mai diffuso ufficialmente, è stata ammessa dallo stesso Chuck Lorre, il quale ha dichiarato di averlo preparato due anni e mezzo prima della messa in onda di quello ufficiale, ma che gli era stato bocciato. Il network però gli concesse una seconda possibilità e, riscrivendo molte parti, il progetto fu poi mandato in onda.
Il secondo episodio pilota, diretto da James Burrows, che poi però non continuò più a lavorare per la serie, è stato mandato in onda il 24 settembre 2007. Per la prima stagione la CBS aveva annunciato 22 episodi, ma a causa dello sciopero degli sceneggiatori la serie fu sospesa dal 6 novembre 2007 al 17 marzo 2008, e alla fine gli episodi trasmessi in totale furono 17.

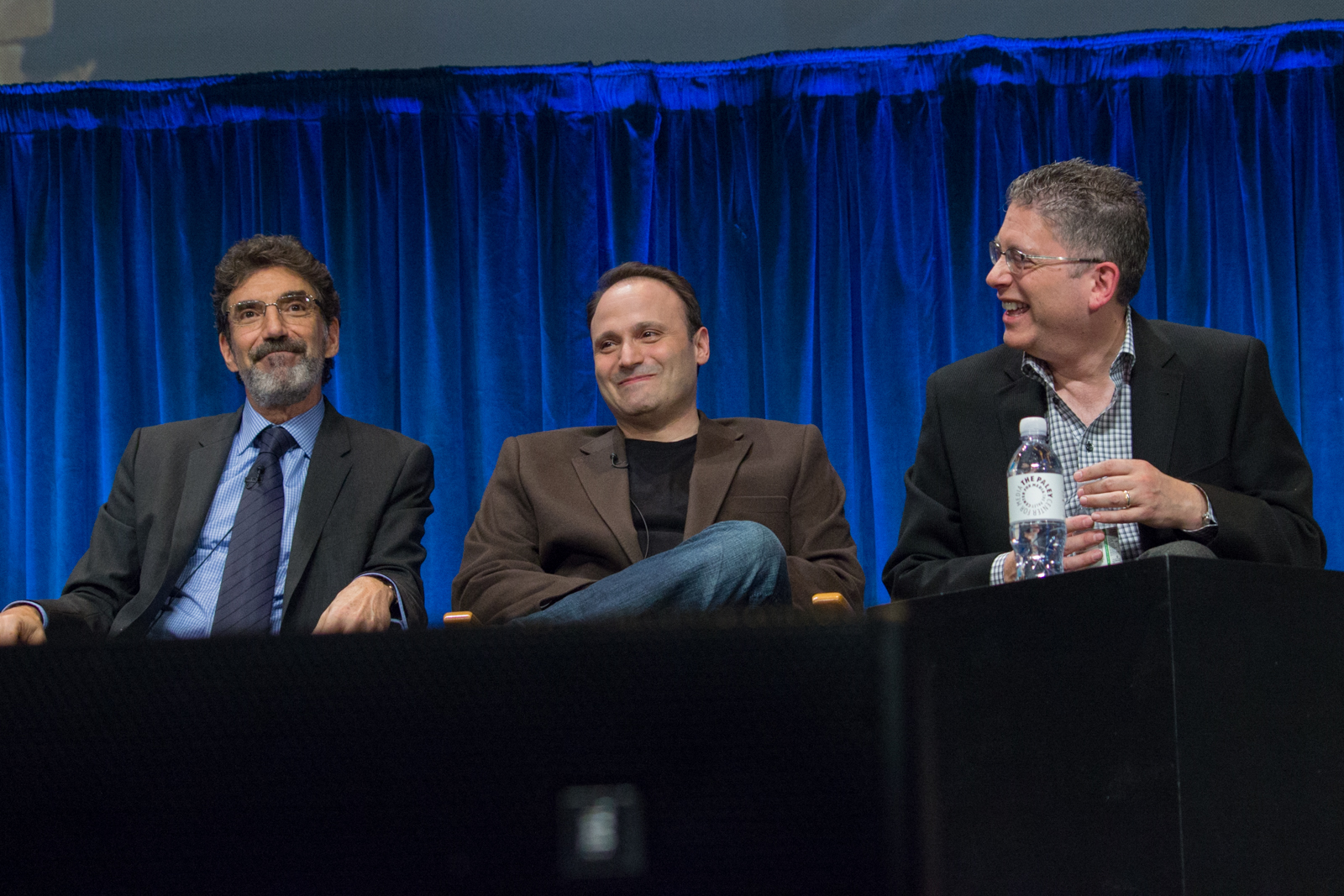
I produttori e sceneggiatori Chuck Lorre, Steven Molaro e Bill Prady; Lorre e Prady hanno inoltre ideato la sitcom.

La seconda stagione, di 23 episodi, andò in onda dal 22 settembre 2008. Grazie agli ottimi ascolti, la serie fu poi rinnovata per ulteriori due anni fino alla stagione televisiva 2010-2011. Il 12 gennaio 2011, visto che gli ascolti crebbero durante la terza stagione (media di 14,8 milioni di telespettatori per episodio, serie più vista nella fascia 18-49 anni) e si mantennero alti nella prima parte della quarta, la CBS decise di rinnovare lo show per altri tre anni, fino alla stagione televisiva 2013-2014. Il 12 marzo 2014 la serie venne rinnovata ulteriormente fino al 2017, arrivando così a 10 stagioni. Nel marzo 2017 la serie fu rinnovata di altre due stagioni, portando il totale a 12, trasmesse in anteprima negli Stati Uniti durante la stagione televisiva 2018-2019.
Dall'ottava stagione i tre maggiori protagonisti della sitcom, Galecki, Parsons e Kaley Cuoco, percepirono un assegno di oltre un milione di dollari a episodio, diventando così gli attori di serie TV più pagati di sempre. Dall'undicesima stagione, i succitati tre attori più Kunal Nayyar e Simon Helberg decisero di ridursi le paghe per favorire il rinnovo contrattuale delle altre due protagoniste della sitcom, Mayim Bialik e Melissa Rauch.
Nell'estate 2018 fu ufficializzato che la dodicesima stagione sarebbe stata l'ultima prodotta.

### La sigla

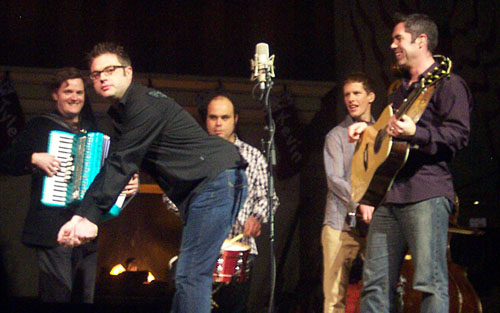
I Barenaked Ladies, gruppo musicale autore del Big Bang Theory Theme che accompagna la sigla della sitcom.

I Barenaked Ladies, gruppo musicale alternative rock canadese, hanno composto l'omonimo tema musicale d'apertura di The Big Bang Theory. La canzone è stata scritta dal loro frontman e chitarrista Ed Robertson, su richiesta di Lorre e Bill Prady, e trae ispirazione dal libro di Simon Singh Big Bang. Il pezzo descrive la formazione dell'Universo e della Terra, e il progresso che la specie umana ha compiuto dall'origine del mondo a oggi.
Il 9 ottobre 2007 è stata distribuita una versione completa del brano, della durata di 1 minuto e 45 secondi. Il brano è stato inserito dalla critica televisiva Samantha Holloway nella top 5 dei brani musicali trasmessi in televisione.
Nel corso della sigla, vengono mostrate molto rapidamente immagini che descrivono le principali opere dell'uomo, con sotto una linea del tempo, in linea con il testo della canzone; nella parte finale della clip sono presenti i cinque protagonisti intenti a mangiare intorno al tavolino del salotto di Leonard e Sheldon, con i due padroni di casa sul divano e Penny in mezzo e Raj e Howard seduti a terra. Nella prima stagione c'è un'immagine che viene cambiata all'inizio della seconda, in cui è evidente anche il cambiamento di alcuni oggetti della stanza. Dalla quinta stagione è stata cambiata con una più recente in cui solo Penny mangia e gli altri quattro stanno giocando a uno dei vari giochi di carte a cui giocano solitamente. Dal primo episodio della sesta stagione sono di nuovo tutti intenti a mangiare, ma ai cinque protagonisti vediamo aggiungersi Amy e Bernadette.

### Le equazioni di Sheldon

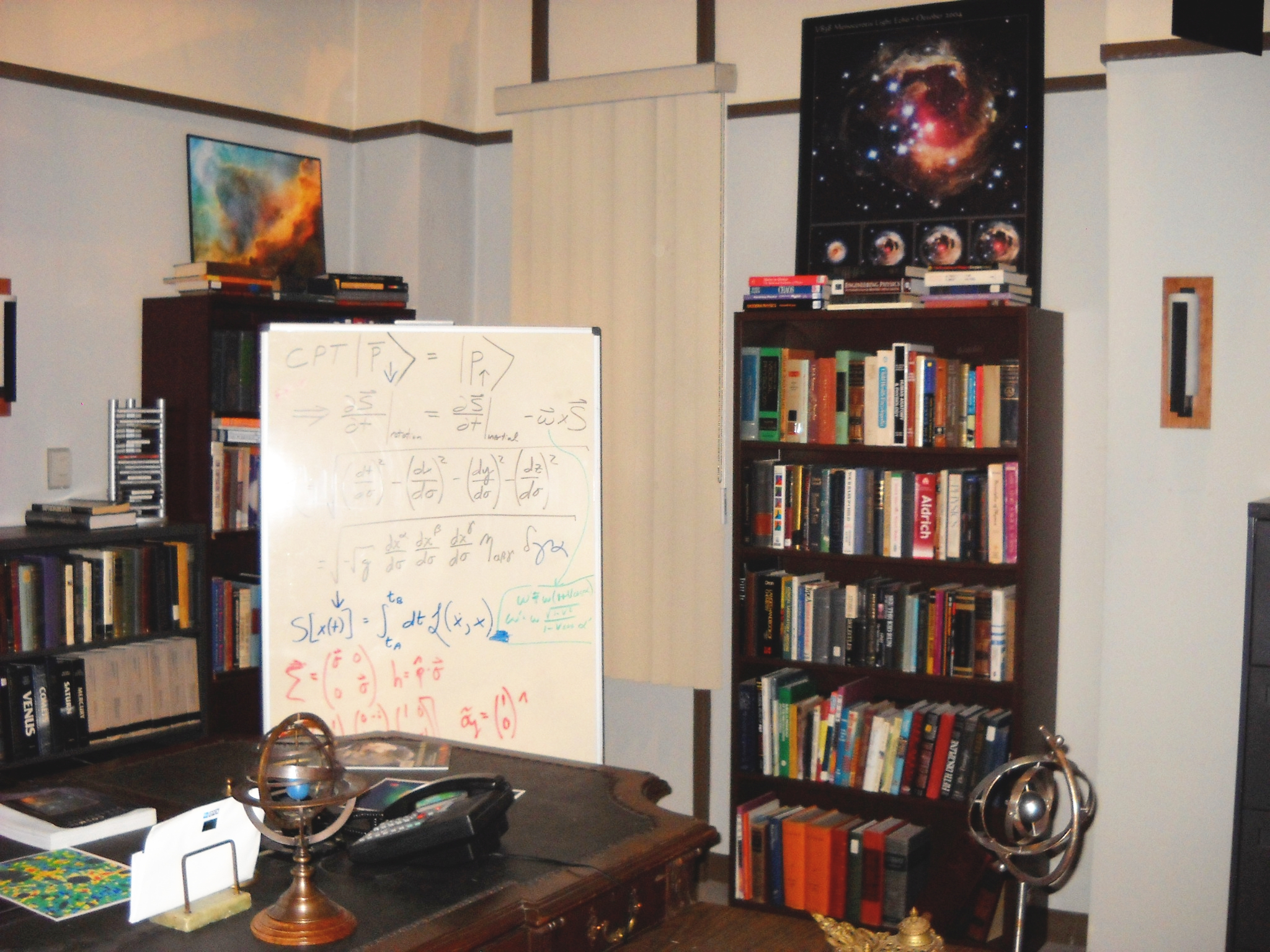
Il set del vecchio ufficio di Sheldon e Raj al Caltech.

Le lavagne di Sheldon che si vedono nella serie rappresentano in ogni episodio un'equazione diversa. Le equazioni sono scritte tutte da David Saltzberg, professore di fisica e astronomia all'Università della California di Los Angeles. Il professor Saltzberg provvede anche a scrivere i dialoghi inerenti argomenti di fisica e astrofisica.

### Vanity Card
Al termine dei titoli di coda, per un secondo o due, appare una schermata, ogni volta diversa. Sono le note dell'autore e produttore, Chuck Lorre, definite le Chuck Lorre's Vanity Card. È una tradizione che accomuna tutte le produzioni di Lorre, e che risale alla sitcom Dharma & Greg. In questa pagina è scritto un po' di tutto, dai sogni che ha fatto a situazioni strane in cui si è trovato, a foto o disegni. Esiste una pagina web che le raccoglie.

## Riconoscimenti
AFI Awards
- 2009 - Tra i dieci programmi televisivi dell'anno

Critics' Choice Television Award
- 2014 - Miglior attore in una serie TV commedia a Jim Parsons
- 2016 - Miglior attrice non protagonista in una serie TV commedia a Mayim Bialik
- 2018 - Miglior attrice non protagonista in una serie TV commedia a Mayim Bialik

Do Something Awards
- 2012 - Migliore serie TV[23]

Premio Emmy
- 2010 - Miglior attore in una serie TV commedia a Jim Parsons
- 2011 - Miglior attore in una serie TV commedia a Jim Parsons
- 2013 - Miglior attore in una serie TV commedia a Jim Parsons
- 2013 - Miglior guest star in una serie TV commedia a Bob Newhart
- 2014 - Miglior attore in una serie TV commedia a Jim Parsons
- 2015 - Miglior guest star in una serie TV commedia a Christine Baranski
- 2015 - Miglior montaggio video per una serie commedia multi-camera
- 2016 - Miglior montaggio video per una serie commedia multi-camera
- 2017 - Miglior montaggio video per una serie commedia multi-camera a Peter Chakos per l'episodio The Holiday Summation

Golden Globe
- 2011 - Miglior attore in una serie TV commedia a Jim Parsons

People's Choice Awards
- 2010 - Miglior serie TV commedia
- 2013 - Miglior serie TV commedia
- 2014 - Miglior serie TV commedia
- 2014 - Miglior attrice in una serie TV commedia a Kaley Cuoco
- 2015 - Miglior show televisivo
- 2015 - Miglior serie TV commedia
- 2015 - Miglior attrice in una serie commedia a Kaley Cuoco
- 2016 - Miglior show televisivo
- 2016 - Miglior serie TV commedia
- 2016 - Miglior attore in una serie commedia a Jim Parsons
- 2017 - Miglior serie TV commedia
- 2017 - Miglior attore in una serie commedia a Jim Parsons
- 2018 - Star in una serie TV commedia a Jim Parsons
- 2019 - Serie TV commedia del 2019

TCA Awards
- 2009 - Miglior serie TV commedia
- 2009 - Miglior attore in una serie TV commedia a Jim Parsons
- 2013 - Miglior serie TV commedia

## Trasmissione internazionale
- 24 settembre 2007 negli Stati Uniti, in Brasile (Big Bang: A Teoria), in Spagna (Big Bang), in India e in Polonia (Teoria wielkiego podrywu)
- 27 ottobre 2007 in Messico (La teoría del Big Bang)
- 3 dicembre 2008 in Australia
- 9 gennaio 2008 in Sudafrica
- 19 gennaio 2008 in Italia
- 14 febbraio 2008 nel Regno Unito
- 10 aprile 2008 in Svezia
- 2 settembre 2008 in Canada
- 7 settembre 2008 in Israele (Hamapats hagadol)
- 18 ottobre 2008 in Francia
- 7 aprile 2009 in Repubblica Ceca (Teorie velkého třesku)
- 11 luglio 2009 in Germania
- 7 novembre 2009 in Giappone
- 27 dicembre 2009 in Ungheria (Agymenők)
- 7 gennaio 2016 in Indonesia e in Turchia
- 30 giugno 2019 a Hong Kong, in Corea del Sud, nelle Filippine, a Singapore (生活大爆炸), in Thailandia (宅男行不行) e a Taiwan
- 13 gennaio 2021 nei Paesi Bassi
- 20 gennaio 2021 negli Emirati Arabi Uniti
- 23 aprile 2021 in Egitto
- 27 aprile 2022 in Ecuador

## Edizioni home video
- Prima stagione:
  - Pubblicata negli Stati Uniti (regione 1) il 2 settembre 2008.
  - Pubblicata nel Regno Unito (regione 2) il 12 gennaio 2009.
  - Pubblicata in Italia il 13 novembre 2013
- Seconda stagione:
  - Pubblicata negli Stati Uniti il 15 settembre 2009.
  - Pubblicata nel Regno Unito il 19 ottobre 2009.
  - Pubblicata in Italia il 13 novembre 2013
- Terza stagione:
  - Pubblicata negli Stati Uniti il 14 settembre 2010.
  - Pubblicata nel Regno Unito il 27 settembre 2010.
  - Pubblicata in Italia il 12 dicembre 2013
- Quarta stagione:
  - Pubblicata negli Stati Uniti il 13 settembre 2011.
  - Pubblicata nel Regno Unito il 26 settembre 2011.
  - Pubblicata in Italia il 12 dicembre 2013
- Quinta stagione:
  - Pubblicata negli Stati Uniti il 11 settembre 2012.
  - Pubblicata nel Regno Unito il 3 settembre 2012.
  - Pubblicata in Italia il 22 maggio 2014.
- Sesta stagione
  - Pubblicata negli Stati Uniti il 13 settembre 2013.
  - Pubblicata nel Regno Unito il 25 dicembre 2013.
  - Pubblicata in Italia il 22 maggio 2014.

## Edizione italiana
L'adattamento in lingua italiana dei primi episodi di The Big Bang Theory fu generalmente giudicato in maniera negativa da quella fetta di pubblico italiano che aveva già avuto modo di seguire la sitcom in lingua originale. Secondo questi, incongruenze ed errori nell'adattamento snaturavano dialoghi e situazioni, mutando la natura dei personaggi rispetto alla versione originale per incomprensioni nella traduzione, nonché per l'esigenza di rendere l'umorismo della serie comprensibile a tutte le fasce di pubblico, non solo a quella giovanile; in particolare, erano stati annullati vari riferimenti all'universo di Star Trek, e stessa sorte era toccata ad altre serie (all'epoca) poco conosciute al pubblico italiano, come Doctor Who. A seguito di tali rimostranze, a partire dal nono episodio si scelse di sostituire traduttore, adattatore e direttore di doppiaggio.
Durante la prima messa in onda, sia a pagamento sia in chiaro, il personaggio di Sheldon Cooper è stato doppiato negli episodi 2x15, 2x19, 2x20, 2x21, 2x22 e 2x23 da Emiliano Coltorti, a causa di un problema di salute occorso a Leonardo Graziano; in seguito, il personaggio è stato ridoppiato nei suddetti episodi da Graziano a partire dalle repliche della sitcom proposte nell'ottobre 2011 su Italia 1.

## Opere correlate
Nel 2017 The Big Bang Theory ha dato vita a un primo spin-off, Young Sheldon, una serie prequel incentrata sull'infanzia di Sheldon Cooper; questa vede protagonista Iain Armitage nei panni dello Sheldon bambino, e presenta inoltre Jim Parsons, interprete di Sheldon nella serie madre, quale voce narrante.
Il 16 maggio 2019 uno speciale televisivo di retrospettiva, con immagini inedite dal backstage, intitolato Unraveling the Mystery: A Big Bang Farewell e condotto da Johnny Galecki e Kaley Cuoco, è andato in onda negli Stati Uniti su CBS dopo il finale di serie di The Big Bang Theory. In Italia l'episodio è stato trasmesso per la prima volta il 24 giugno 2019 su Joi con la medesima modalità, dopo il finale di serie.
Nel 2024 ha debuttato un secondo spin-off, Georgie & Mandy's First Marriage, stavolta una serie sequel incentrata sul fratello maggiore di Sheldon, Georgie Cooper.